# Альфа-тестування
Альфа-тестування (англ. Alpha testing) — імітація реальної роботи з системою штатними розробниками, або реальна робота з системою потенційними користувачами/замовником. Найчастіше альфа-тестування проводиться на ранній стадії розробки продукту, але в деяких випадках може проводитися для готового продукту як внутрішнє приймальне тестування. Іноді альфа-тестування виконується відладчиком або за допомогою середовища, яке допомагає швидко виявляти знайдені помилки. Виявлені помилки можуть бути передані тестувальникам для додаткового дослідження в середовищі, подібному до того, в якому буде використовуватися ПЗ. Для альфа-тестування в основному застосовується спеціальний тип тестування Ad hoc.

### Ad Hoc
Тестування Ad Hoc схоже на розвідувальне, але тут вважається, що ви вже працювали з тестованою програмою до цього і знаєте як вона влаштована. Виконуючи цей тест, ви за короткий термін повинні попрацювати з програмою, охопивши основні аспекти її роботи і задокументувати дивну її поведінку.

### Ключові моменти
- Можливість залучання методів тестування «чорної» та «білої» скриньки.
- Не слід залучати сторонніх користувачів в процесі альфа-тестування.

## Основа альфа-тестування
Альфа-тестування використовує прототипи для тестування програмного забезпечення в стадії бета-версії. Тим не менш, не слід очікувати на те, що програма буде володіти повною функціональністю, для яких вона призначена спеціально на даному етапі. Це тому, що альфа-тестування зазвичай проводиться для того, щоб програмне забезпечення, яке в даний час розробляється, надає всі необхідні основні функції і те що воно приймає усі вхідні дані, а також видає очікувані результати.
Можна впроваджувати альфа-тестування, коли розробники програмного забезпечення в певних умовах проводять інші види тестування. Це дозволить їм бачити як буде поводитись програмне забезпечення яке працює в реальних, практичних умовах. Тим не менше, число споживачів, які перевіряють програмне забезпечення, має бути суворо обмежена, так як програмне забезпечення ще не готове до комерційного запуску  на даному етапі.

## Очікування від альфа-тестування
При запуску кінцевого продукту для тестування тестери неодмінно зустрінуться з рядом незначних проблем та помилок, і в кінцевому підсумку відчуттям розчарування. Це тому, що розробники програмного забезпечення мали б подбати про найбільш складні і серйозні проблеми, тільки-но вони зіткнулись з ними. Таким чином, програмне забезпечення в процесі його альфа-стадії буде мати мінімальну функціональність і можливість приймати вхідні дані та створити очікувані результати. Таким чином, користувачі, які будуть перевіряти програмне забезпечення, мають бути повідомлені про цей факт, щоб вони могли створити неупереджений і точний відгук про проблеми програмного забезпечення та інші питання дизайну.
Розробники програмного забезпечення повинні взяти на себе всю відповідальність за повідомлення усіх користувачам з приводу обмежених можливостей програмного забезпечення. Крім того, пакет програмного забезпечення повинен також включати консультативний лист, в якому ідеться про обмежені можливості програмного забезпечення. Клієнти також повинні розуміти, що вони, швидше за все, досвід управління програмного забезпечення на альфа-стадії може певною мірою розчарувати їх.
Реальна мета альфа-тестування споживачем це — забезпечення необхідного зворотного зв'язку, який дає кінцевим користувачам таку перспективу, щоб розробники програмного забезпечення могли вирішувати виникаючі питання. Зворотний зв'язку з клієнтами, і свідчення їх про проблеми з якими вони зіткнулися, а також те що вони очікують від програми після виходу її на ринок є дуже суттєвим.

## Переваги альфа-тестування
Альфа-тестування забезпечує більш повне уявлення про надійність програмного забезпечення і надійність на його ранніх стадіях. Альфа-тестування дає змогу з'ясувати, чи має програмне забезпечення реальний потенціал для роботи на стадії альфа-версії, дозволяє швидко виявити помилки під-час тестування, оскільки інші дрібні частини структури не інтегровані. З цієї єдиної причини альфа-тестування має можливість забезпечити раннє виявлення проблем, що стосуються питань проектування і помилок, щоб запобігти можливим проблемам в майбутньому.
Тестування слід проводити для того, щоб переконатися, чи отримуватиме користувач послуги високої якості у вигляді повної функціональності і стабільності. Особливості, які технічна команда шукає в програмну забезпеченні, — це ефективність, ремонтоспроможність, зручність використання, сумісність і надійність.
Однак найбільш найбільшою вимогою є те, що програмне забезпечення яке надане користувачеві, повинно працювати належним чином відповідно до встановлених цілей. Проведення тестів альфа покаже, чи володіє програмне забезпечення всіма необхідними функціями, щоб пройти суворі стандарти якості EPRI і навіть ISO. Тим не менш, загальна якість, що стосуються програмного забезпечення ніколи не є абсолютною, воно просто повинно відповідати певному набору вимог, які йому представлені.

## Недоліки альфа-тестування
Як і будь-які інші процеси тестування програмного забезпечення, навіть альфа-тестування має деякі обмеження в його використанні. Крім того, воно також пропонує деякі особливі переваги в порівнянні з іншими процедурами випробувань. Оскільки альфа-тестування використовує нерозвинені прототипи, цей тип тестування підходить тільки для ранніх стадій програмного забезпечення.
Alpha Test дозволяє розробникам побачити справжні можливості свого програмного забезпечення, включаючи питання дизайну. Розробники програмного забезпечення можуть виправити поточний код та структурні проблеми прямо під час процесу альфа-тест. Однак слід пам'ятати про декілька важливих факторів альфа-тестування перед відправкою його для користувачів.
Перше: потрібно брати до уваги можливості користувачів, які будуть тестувати продукт під час альфа стадії, що в кінцевому підсумку може призвести то незадовільних результатів, Це може виникнути через те, що програма є не повністю розширена. Навіть коли ви даєте інформацію про його стадії розвитку, користувач може відчути, що програмне забезпечення, яке було дане їм, не в змозі задовольнити їх потреби і вимоги.
Друге: час від часу, деякі відгуки, отримані від споживачів, які займаються альфа-тестуванням, також можуть бути точними, оскільки користувачі могли зіткнулися з якоюсь проблемою або здобути поганий досвід при роботі з програмним забезпеченням.

## Як підсумок
Програмне забезпечення має пройти через ряд важливих процедур тестування, перед тим як здійснювати комерційний запуск його на конкурентний ринок. Альфа-тестування, мабуть, один з найбільш корисних видів тестування, яке програмне забезпечення має пройти, для того щоб отримати повну функціональність і зручність у використанні.

## Цитати
- «Тестування програм може використовуватися для демонстрації наявності помилок, але воно ніколи не покаже їхньої відсутності.» — Едсгер Дейкстра, 1970 р.